# آنجلو ده مارتینی
آنجلو ده مارتینی (ایتالیایی: Angelo De Martini; ۲۴ ژانویهٔ ۱۸۹۷ – ۱۷ اوت ۱۹۷۹) دوچرخه‌سوار اهل ایتالیا بود.
وی در مسابقات کشوری و بین‌المللی در مجموع برندهٔ ۱ مدال طلا شده‌است.